# Space Invaders

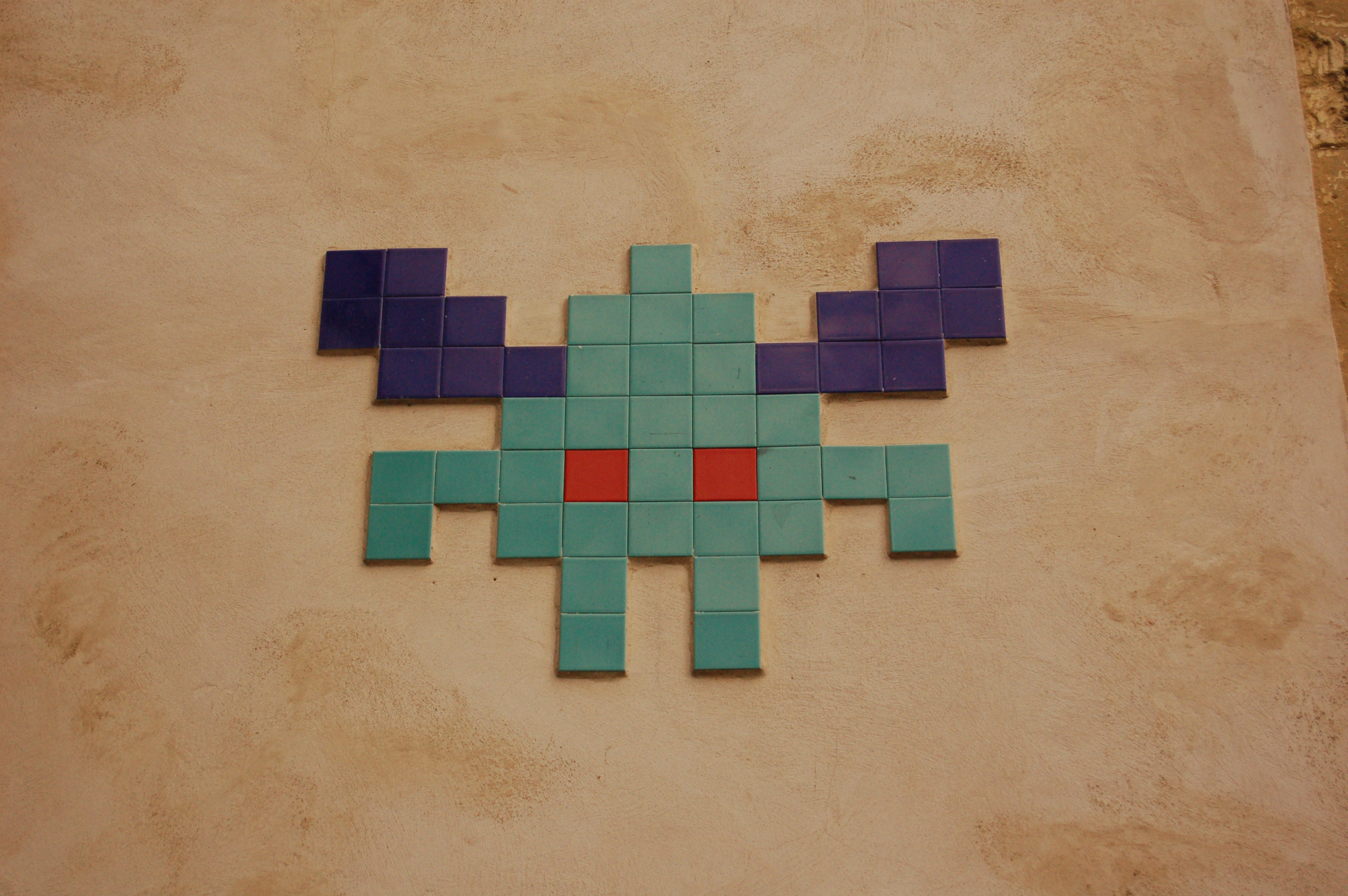
„Galaxian“-Alien, Mosaik Installation des französischen Street Art Künstlers INVADER an einer Fassade in Paris.

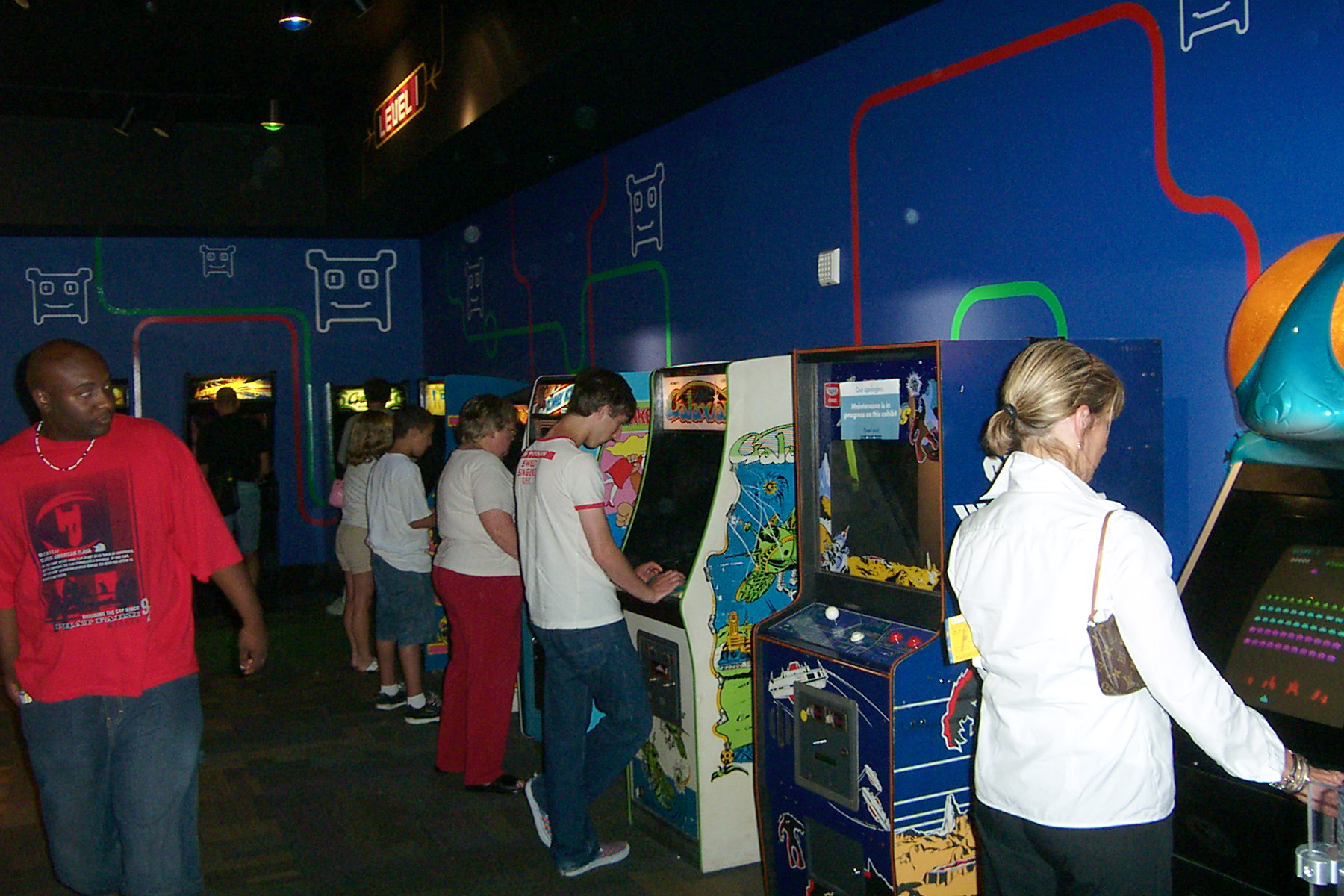
Space Invaders (rechts), hier mit Color-Overlay

Space Invaders ist ein Shoot-’em-up-Computerspiel, entworfen und programmiert von Tomohiro Nishikado und vertrieben von Taito, das im Jahre 1978 erschien. Neben Pac-Man war Space Invaders eines der Spiele, die die frühe Entwicklung der Videospiele geprägt haben.

## Spielprinzip
Der Spieler steuert eine Kanone, die er am unteren Bildschirmrand nach links und rechts fahren kann. Jedes Level beginnt mit mehreren Reihen regelmäßig angeordneter Aliens, die sich ständig horizontal und dabei nach und nach abwärts bewegen und den Spieler mit Geschossen angreifen. Der Spieler selbst hat einen unbegrenzten Munitionsvorrat, kann aber erst dann ein neues Geschoss abfeuern, wenn das vorige vom Bildschirm verschwunden ist. Wenn es einem der Aliens gelingt, den unteren Bildschirmrand zu erreichen, endet das Spiel, ungeachtet der Anzahl noch verbleibender Kanonen.
Als Deckung stehen dem Spieler „Blöcke“ zur Verfügung, hinter denen er sich so lange verstecken kann, bis der Block von den Aliens oder von ihm selbst zerschossen wird. Gelegentlich taucht ein Bonus-Raumschiff auf. Wenn der Spieler es trifft, erhält er zusätzliche Punkte.

## Geschichte
Videospiele gab es schon vor Space Invaders. Tatsächlich existierte das Spiel Pong von Atari schon mehrere Jahre, aber Space Invaders zog die Aufmerksamkeit des Publikums auf sich, wie es noch kein Spiel vorher geschafft hatte – genau in dieser Zeit waren viele Leute im Star-Wars-Fieber und von der Raumschiff- und Aliens-Thematik begeistert. Space Invaders wurde nach seinem Erscheinen 1978 in den japanischen Spielhallen sogar so populär, dass nach kurzer Zeit die 100-Yen-Münzen im ganzen Land knapp wurden.
Space Invaders war eines der ersten Arcade-Spiele mit farbigen Darstellungen; diese wurden durch Overlay-Folien erzeugt. Außerdem wurde in diesem Spiel das erste Mal ein durchgängiger und adaptiver Soundtrack verwendet: Vier sich ständig wiederholende Bass-Noten werden umso schneller wiederholt, je weiter das Spiel voranschreitet bzw. die Aliens sich dem Spieler nähern.
Die 1979 erschienene Umsetzung des Spiels auf die bis dahin eher schleppend laufende Spielkonsole Atari 2600 brachte den Durchbruch der Videospiele im Heimmarkt. Viele Familien kauften ein Atari-Videospiel, nur um Space Invaders spielen zu können. Dem Spiel war eine Single mit einem gleichnamigen Popsong beigelegt.
Space Invaders gehörte zur zweiten Riege von Computerspielen, die das Museum of Modern Art am 28. Juni 2013 in seine Dauerausstellung aufnahm.

## Nachfolger und ähnliche Spiele
Nach einigen Abwandlungen und Klonen veröffentlichte die Taito Corporation später für Arcade-Systeme auch die Nachfolger:
- Return of the Invaders (1985)
- Super Space Invaders '91 (1990)
- Space Invaders '95 – Attack Of The Lunar Loonies (1995)
- Eine spezielle Version war Pepsi Invaders, die Atari speziell für die Angestellten von Coca-Cola fertigte.

Arcade-Spiele mit dem gleichen oder ähnlichen Prinzip nahmen mehrere Jahre lang eine wichtige Position auf dem Spielemarkt ein, so z. B. auch die Galaga-Serie von Namco mit:
- Galaxian (1979)
- Galaga (1981)
- Gaplus (Galaga 3) (1984)
- Galaga ’88 (1987)
- Cosmo Gang The Video (1991)

Den neuesten Space-Invaders- bzw. Galaga-Klon für Arcade-Systeme stellt derzeit Space Bomber (1998) von Psikyo dar.
2003 war der 25. Geburtstag von Space Invaders. Zu diesem Zweck wurde eine spezielle Version namens Space Invaders Anniversary Edition auf den Markt gebracht. Das Spielprinzip blieb gleich, jedoch wurden einige Extras ergänzt.
2005 erschienen sowohl das klassische Space Invaders als auch die Space Invaders Anniversary Edition für verschiedene Mobiltelefon-Modelle.
2008 veröffentlichte Taito anlässlich des 30-jährigen Jubiläums Space Invaders Extreme für den Nintendo DS und die PlayStation Portable. Spielprinzip und Grafik der Raumschiffe bzw. Aliens wurde grundlegend beibehalten, hinzu kam jedoch ein zeitgemäßer Soundtrack und psychedelische Hintergrundanimationen. 2009 veröffentlichte Taito Versionen für iPhone bzw. iPod Touch und für die Xbox 360 (Xbox Live Arcade).

## Implementierung

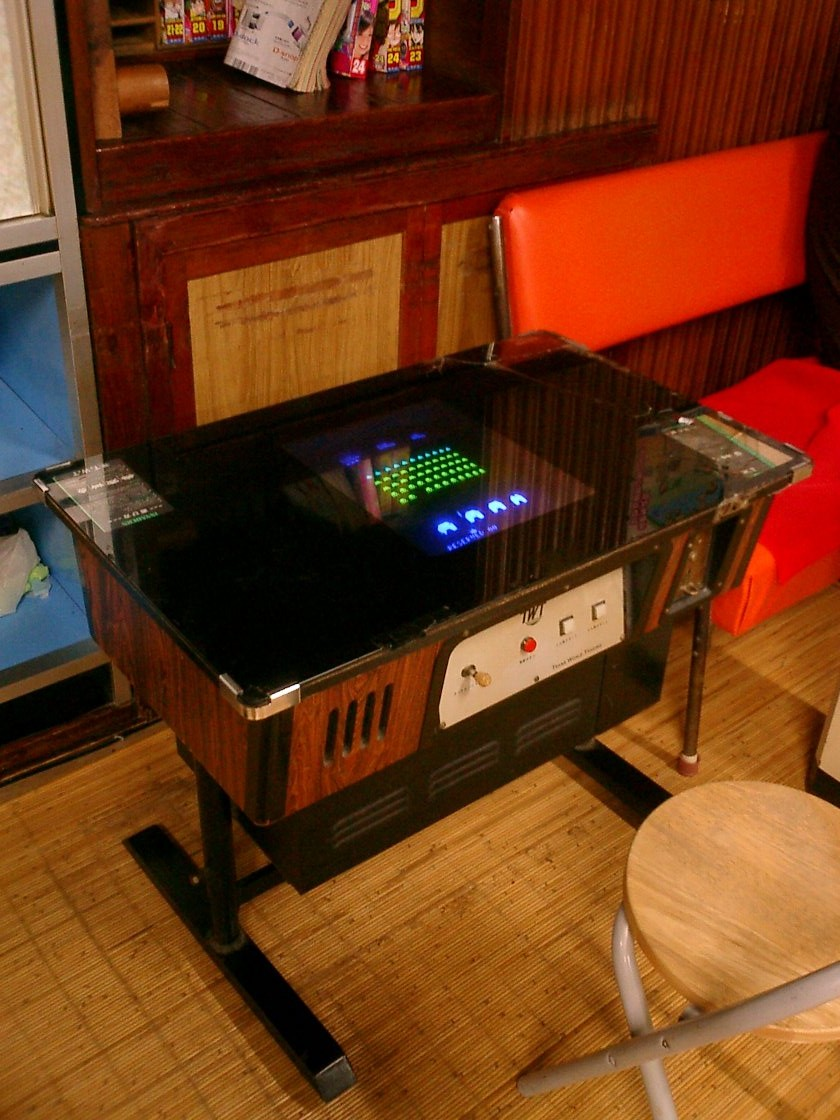
Space Invaders (Cocktail-Tisch)

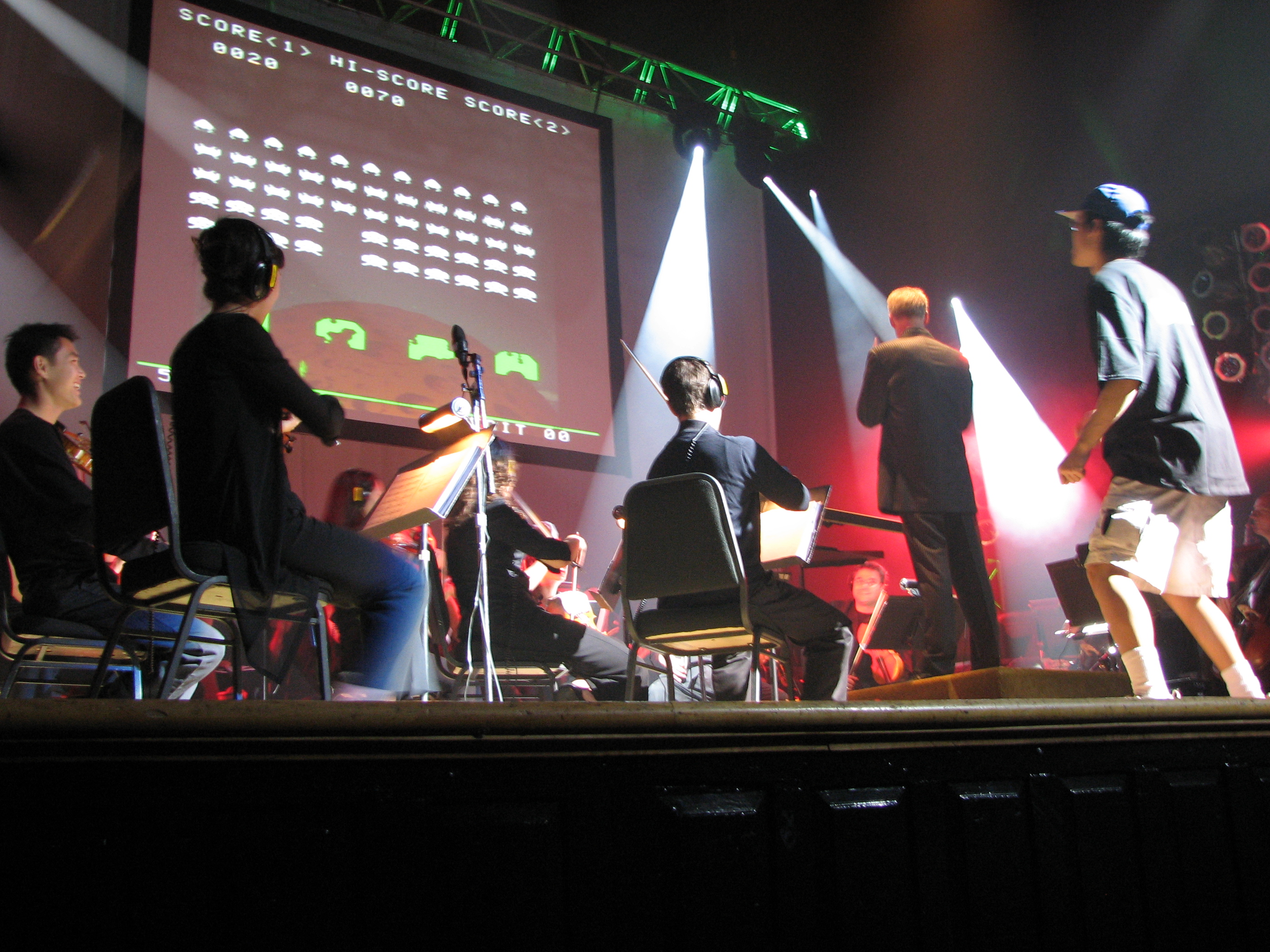
Space Invaders auf der Messe Video Games Live (Toronto)

Eines der Hauptelemente von Space Invaders ist, dass sich die Aliens mit jedem Angreifer, den der Spieler zerstört, schneller bewegen. Diese raffinierte Konstruktion der Programmierer machte sich zunutze, dass der Prozessor jeden Alien umso schneller bewegen konnte, je kleiner die Gesamtzahl der angreifenden Aliens wurde.
Das tatsächliche Bild des originalen Space-Invaders-Spielautomaten war schwarz/weiß und spiegelverkehrt. Es wurde auf eine Fläche projiziert, hinter der sich eine gemalte Mondlandschaft befand, was dem Spiel für jene Zeit einen beeindruckenden Hintergrund verlieh. Zusätzlich wurde die Projektionsfläche mit farbigen Streifen versehen, die den angreifenden Alien-Raumschiffen je nach Position auf dem Bildschirm eine andere Farbe gab. Es gibt mehrere Versionen des Spiels, teils ganz schwarz/weiß, teils mit Overlay, teils mit weißen Gegnern oder komplett farbig.

## Trivia
- Hielt man bei der Atari-2600-Version von Space Invaders die Reset-Taste, während man das Spiel startete, konnte man jeweils zwei statt nur einen Schuss abfeuern, bis diese vom Bildschirm wieder verschwanden.[6] Dieses Phänomen ist im amerikanischen Sprachraum unter dem Namen „Double fire“ und „Double shoot“ bekannt.
- Wie bei vielen Spielen, die zur Anfangszeit des Atari 2600 erschienen, ist auch die Atari-2600-Version von Space Invaders in zwei Varianten verfügbar, die sich jedoch nur beim Spielmodul unterscheiden: die ursprüngliche Variante hat einen schwarzen Aufkleber, auf dem alle relevanten Informationen zum Spiel in violetter Schrift stehen, während bei der neueren Variante ein Artwork auf dem Aufkleber gedruckt ist.